# Aegialia magnifica
Aegialia magnifica är en skalbaggsart som beskrevs av Gordon och Cartwright 1977. Aegialia magnifica ingår i släktet Aegialia och familjen Aegialiidae. Inga underarter finns listade i Catalogue of Life.